# オプンティア
オプンティア (Opuntia spp.) はサボテン科の属の1つ。いわゆるウチワサボテン類の中で典型的な種の多くがここに属している。約200種が知られ、サボテン科の数多くの属の中で、最も多くの種を擁する属でもある。
茎の高さは種によっては2m以上になる。原産地は主にアメリカ州で、しばしば群生する。植物体は平たいうちわのような茎（茎節）が連鎖する。

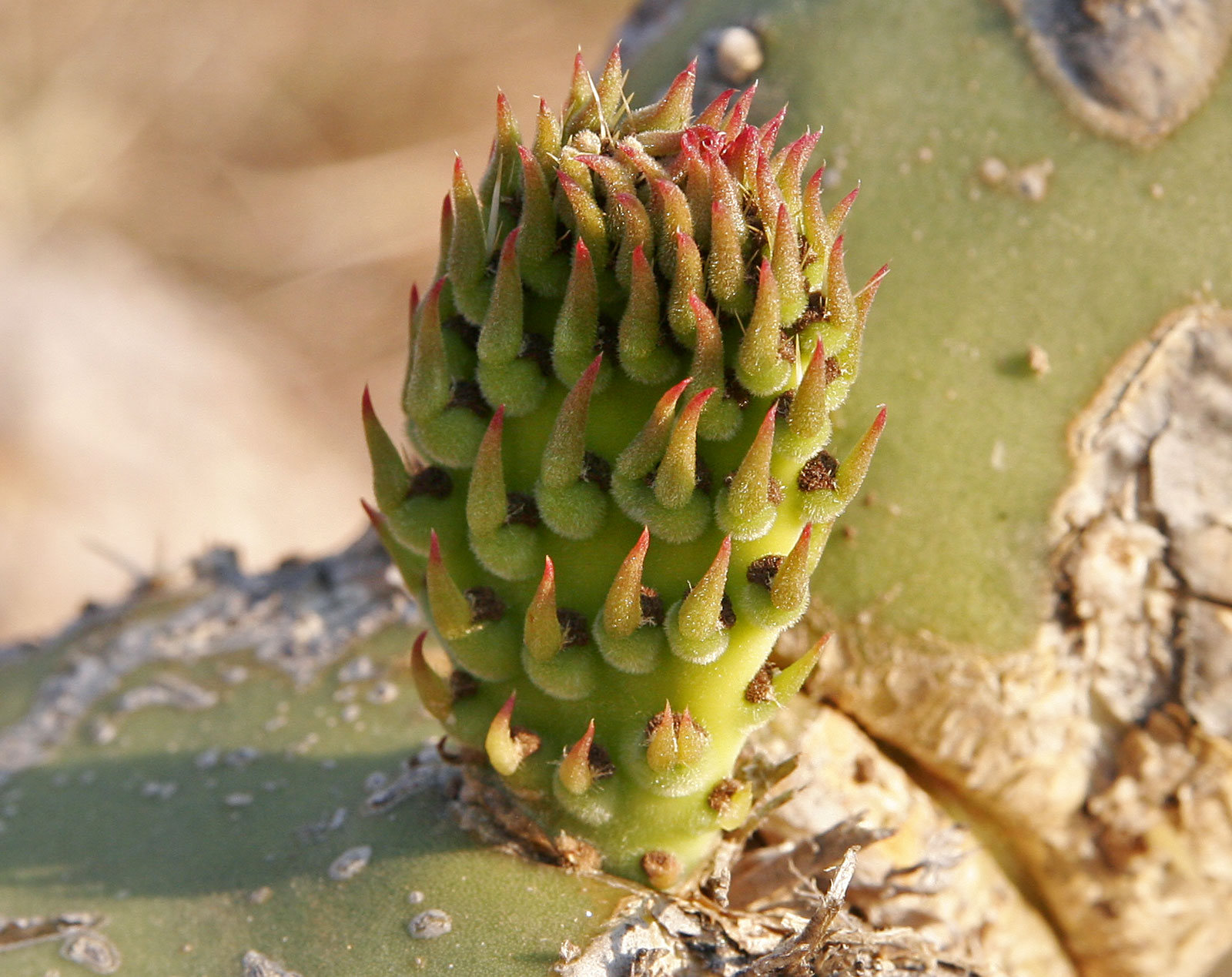
オプンティアの若い茎節

茎節が若い頃は軟らかい薄緑色の鱗片状のものがついており、これはこの茎から出た葉である。サボテン科で最も特殊化の進んだハシラサボテン類と異なり、こうした棘になりきっていない葉があることから、ウチワサボテン類がコノハサボテン類に次いで原始的な形質を持ったサボテン科植物であることがわかる。成長するにつれてこの葉が落ちると、その脱落箇所から茶色や白色などのとげが無数に現れる。この刺が密生した部分が刺座で、最初に脱落した葉の腋芽から発達した短枝に相当。刺座に密生した刺は短枝から出た葉が変形したものである。このとげは芒刺（ぼうし; 英: glochid）と呼ばれ、微細な逆刺が密生している上に、指などに刺さると枝から抜けて取り出しにくいため、大変厄介である。芒刺が抜けても刺座の成長点からは新しい芒刺が次々に作られる。
6月頃、茎の縁の刺座に花芽をつけ、花を咲かせる。紫色の果実をつけ、メキシコやタイ、イスラエルなどでは主に O. ficus-indica が重要な果樹として扱われる。
再生力が強く、茎を細かく切って砂の上に置いておけばやがて刺座から芽が出して新しい個体にまで成長する。また、耐寒性がある種では、冬場に雪が積もると枯れたようにしわだらけになってしまうが、春になると茎のハリとツヤを取り戻し、新芽を息吹かせる。
メキシコ合衆国の国章と国旗に描かれているサボテンは、スペイン語でノパル (Nopal) と呼ばれオプンティア属に属する。
オーストラリアには19世紀にセンニンサボテン(学名：O. stricta）などが移入され、侵略的外来種として深刻な被害をおよぼしている。

## 利用
ウチワサボテンの果実は「カクタス・ペア」、「トゥナ」といった呼び名で南北アメリカ大陸、地中海沿岸域から中東地域にかけて食用として流通している。アメリカでは平たい茎の部分を「ノパル」と呼び食用にするが、旧大陸では主に果実を食べる。日本では平たい茎が「カクタスリーフ」、果実を「アクタスペア」とよんで食用にする。茎の部分は生長すると白い粉を吹いてかたくなるので、淡緑色の幼いうちに収穫する。アロエに似たぬめりと苦味、酸味、青臭さがあり、緑色にはクロロフィルとカロテンが含まれ、強い酸味は有機酸により疲労回復に役立つとされる。
茎は表面のトゲを削り取り、バターでソテーしたステーキや煮込み料理、茹でておひたし、和え物、サラダ、ピクルスなど、様々な料理の食材として利用される。果実は夏から秋にかけて熟し赤や紫に色付く。この色の成分はテーブルビートと同じくベタラインであり、多食すると尿が赤くなることがあるが健康に問題はない。メロンに似た弱い香りがあり、パイナップルやキウイフルーツと同様にタンパク質消化酵素が含まれている。生のままジュースやサラダとする他、煮詰めてして製菓食材にする場合もある。

## 主な種
- Opuntia aciculata
- Opuntia anacantha
- Opuntia atrispina
- Opuntia auberi
- Opuntia aurantiaca
- Opuntia basilaris
- Opuntia boldinghii
- Opuntia chaffeyi
- Opuntia chlorotica
- Opuntia clavata

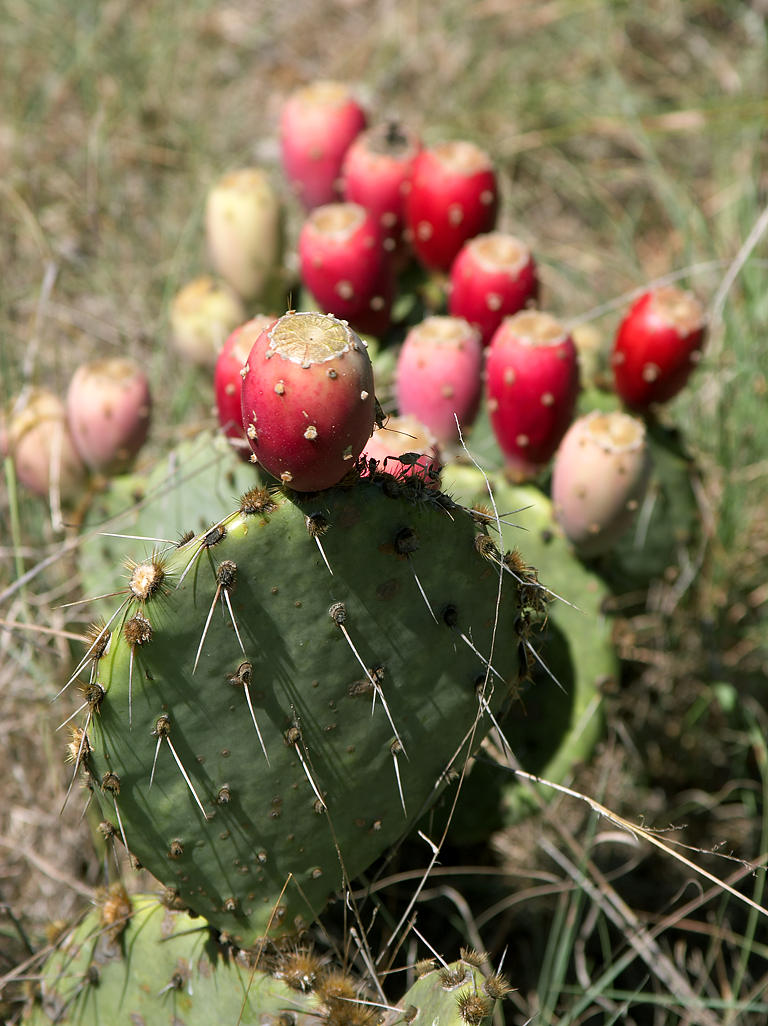
ウチワサボテンと果実

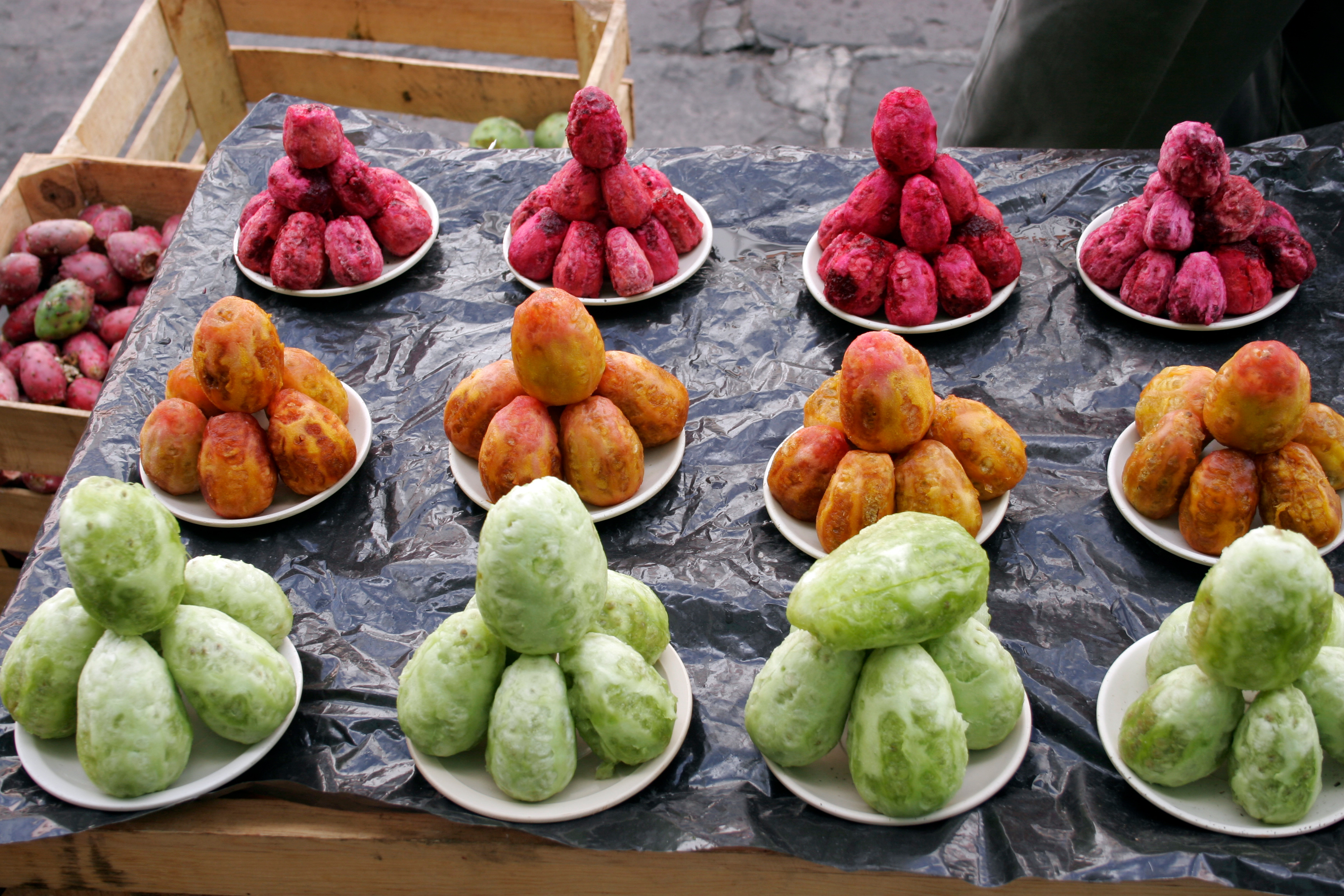
屋台で売られているトゥナー、ウチワサボテンの実 - メキシコ

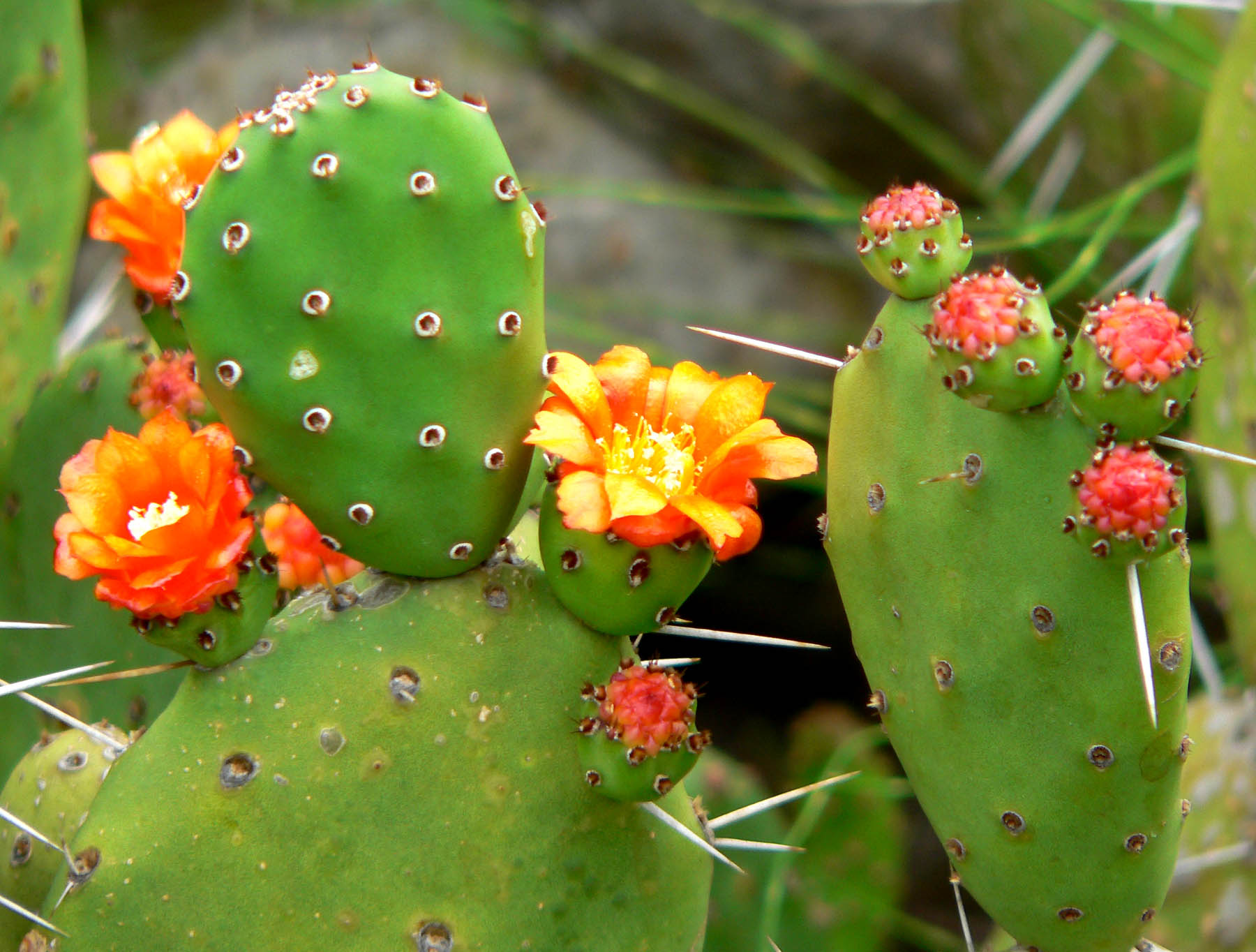
Opuntia ovata の花

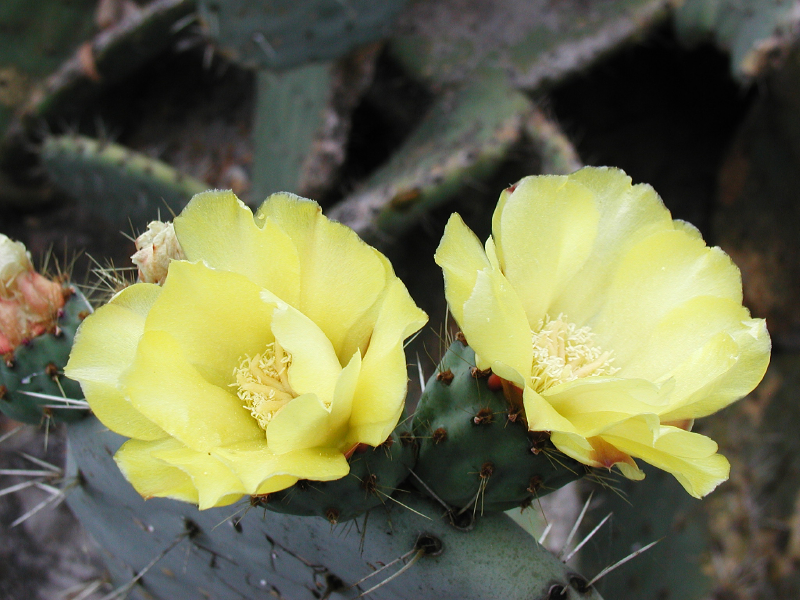
Opuntia robusta の花

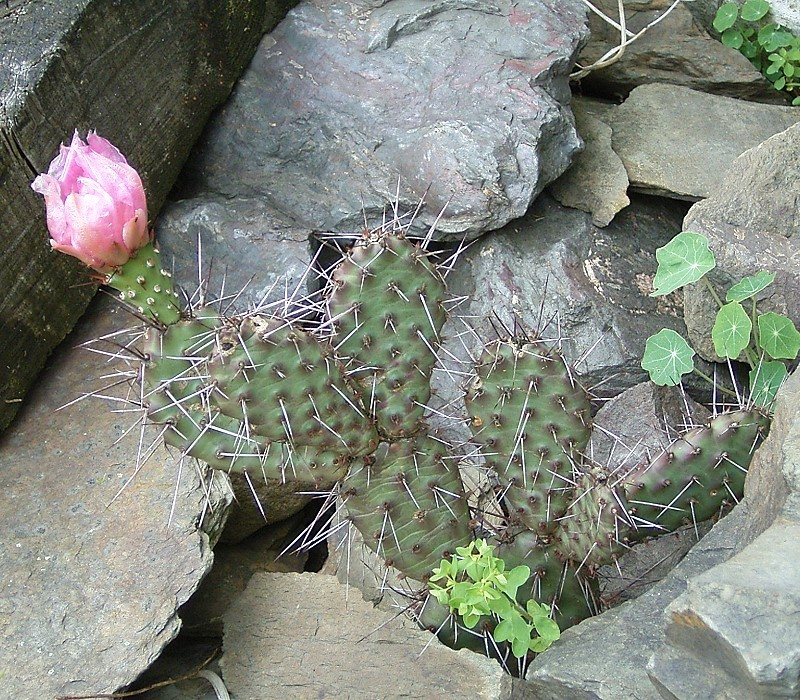
Opuntia polycantha

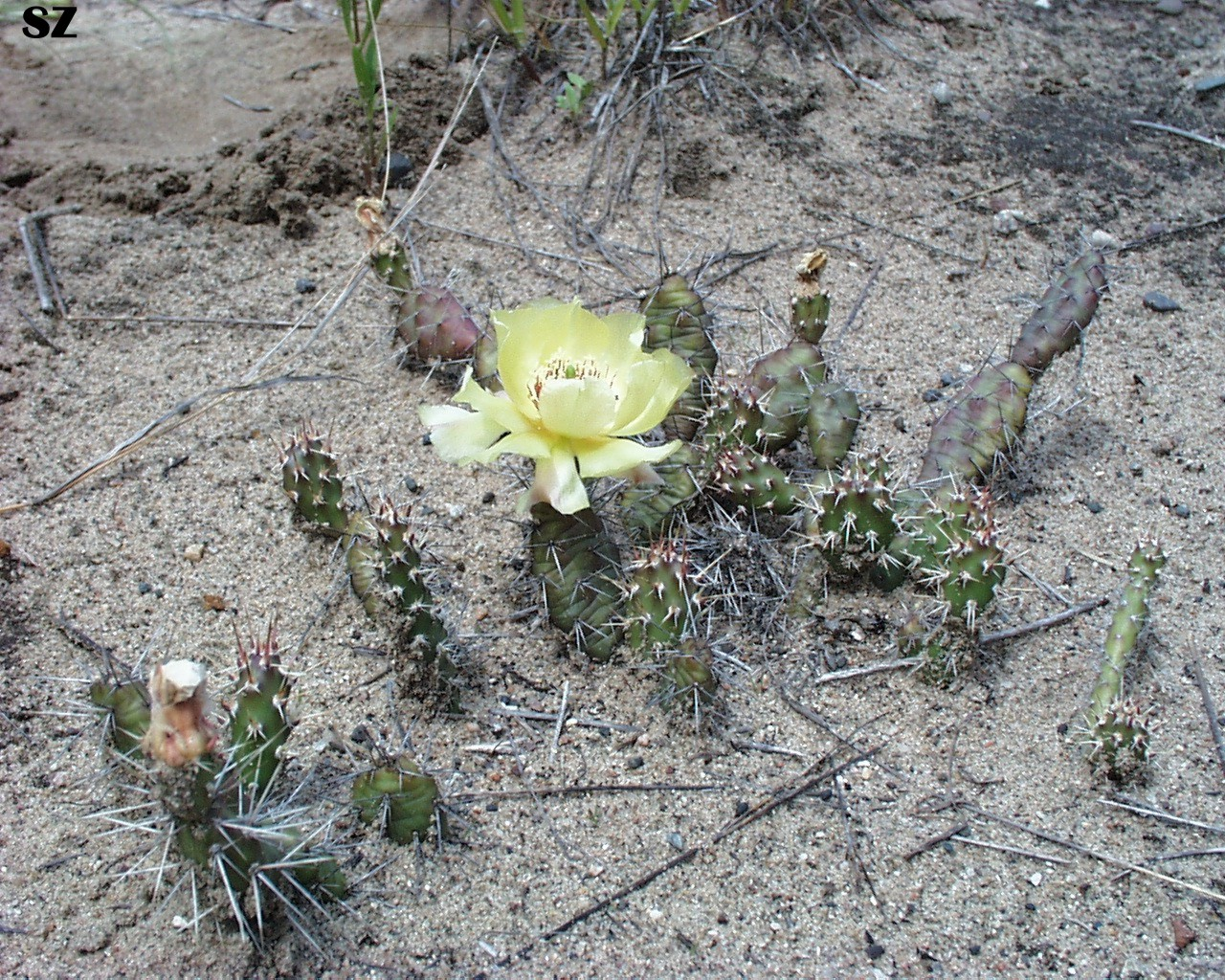
Opuntia fragilis

- コチニールサボテン Opuntia cochenillifera
- Opuntia comonduensis
- Opuntia compressa
- Opuntia curvospina
- Opuntia decumana
- Opuntia decumbens
- Opuntia dejecta
- Opuntia echios
- Opuntia elata
- Opuntia elatior
- Opuntia engelmannii
- Opuntia erinacea
- Opuntia exaltata
- Opuntia excelsa
- ウチワサボテンまたはオオガタホウケン Opuntia ficus-barbarica
- Opuntia ficus-indica
- Opuntia fragilis
- Opuntia galapageia
- Opuntia gosseliniana
- Opuntia helleri
- Opuntia hickenii
- Opuntia humifusa
- Opuntia hyptiacantha
- Opuntia inamoema
- Opuntia insularis
- Opuntia invicta
- Opuntia jamaicensis
- Opuntia laevis
- ダイゴクデンOpuntia lagunae
- Opuntia lasiacantha
- Opuntia leucotricha
- Opuntia lindheimeri
- Opuntia littoralis
- Opuntia macbridei
- Opuntia macrocentra
- Opuntia macrorhiza
- Opuntia maldonandensis
- Opuntia maxima
- Opuntia megacantha
- Opuntia megarrhiza
- Opuntia megasperma
- Opuntia microdasys
- Opuntia monacantha
- Opuntia oricola
- Opuntia ovata
- Opuntia pachypus
- Opuntia pachyrrhiza
- Opuntia phaeacantha
- Opuntia pinkavae
- Opuntia polyacantha
- Opuntia pubescens
- Opuntia pusilla
- Opuntia rastrera
- Opuntia repens
- Opuntia robusta
- Opuntia rufida
- Opuntia saxicola
- Opuntia schumannii
- Opuntia soehrensii
- Opuntia stenopetala
- Opuntia streptacantha
- センニンサボテン Opuntia stricta
- Opuntia subulata
- Opuntia sulphurea
- Opuntia taylori
- Opuntia tehuantepecana
- Opuntia tomentosa
- Opuntia triacantha
- Opuntia tuna
- Opuntia velutina
- Opuntia violacea

## 外部サイト
- “メキシコ　ノパル＆トゥナ普及促進委員会”.   ノパル＆トゥナ普及促進委員会. 2015年4月17日閲覧。 [リンク切れ]